# ジェイコブ・ラドクリフ
ジェイコブ・ラドクリフ (Jacob Radcliff、1764年4月20日 - 1842年5月20日)はアメリカの政治家。

## 経歴
1783年にNassau Hallを卒業し、エグバート・ベンソンの下、弁護士修行をした。 1786年に正式に資格を取得し、ほぼ同時期に、コットン・マザーの孫娘でコットン・マザー・スミスの娘ジュリアナ・スミスと結婚した。ポキプシーで弁護士事務所を開業中、第18回ニューヨーク州議会のニューヨーク州議会議員に選出された。1796年2月23日に司法次官補に任命された。
1798年12月27日、ニューヨーク州高位裁判所判事になった。州の法改正に携わり、1804年に辞職し、ブルックリン衡平法を習得した。連邦党が1810年に過半数を獲得すると、ニューヨーク市長に任命された。1812年の米英戦争で連邦党が分裂すると、タマニー・ホールと合同して、過半数を獲得する態勢を整えた。 同党のジョン・ファーガソンが1815年に市長になったが、ニューヨーク港の測量技師の任命責任を取るために辞任し、後任として選ばれた。